# Juan Manuel Bonet
Juan Manuel Bonet Planes (Paris, 1953) é um crítico, historiador de arte e poeta espanhol de língua castelhana, autor do Diccionario de las Vanguardias en España (1907-1936) e de uma poesia que transita entre o tradicional e o vanguardista. É considerado o especialista em pintura mais importante da Espanha atualmente.
É tradicional colaborador de jornais como ABC e El País.

## Biografia
Mais conhecido como crítico de arte, Juan Manuel Bonet foi um pensador precoce, publicando seus primeiros artigos sobre arte aos 15 anos de idade e tendo se tornado diretor do "Centro de Arte Reina Sofia" de Madri. Bonet chegou a Madrid em 1973, depois de sua passagem pelo centro de arte M-11 de Sevilha.
Nesta época, era um radical de esquerda, e se notabilizou por sua colaboração ao jornal espanhol El País e sua atuação junto aos artistas da galeria underground de arte "Buades".
Responsável por numerosas exposições de arte e literatura de relevo internacional em sua carreira profissional, foi curador de mostras, entre outros grandes artistas, das obras de Tarsila do Amaral. Também foi diretor do "Instituto Valenciano de Arte Moderna" e da revista de poesia e gravura "Estación central". Hoje, em sua residência possui mais de uma centena de quadros de artistas reconhecidos na parede.

## Poética
Defininindo-a como impressionista, o autor produz uma poesia que mistura várias estéticas tradicionais e modernas, de uma forma, porém, muito concisa, às vezes minimalista.
Ligada à percepção dos sentidos, sua poesia, frequentemente, a serviço de uma impressão fugitiva, cria uma paisagem urbana e, às vezes, intimista, registrando sempre um momento preciso, mesmo de forma imprecisa, como um quadro intra-histórico impressionista elaborado em poucas pinceladas.
Já na obra "Praga. Doce poemas de Pavel Hrádok en versión de J.M.B.", usando uma "linguagem telegráfica" à moda futurista, porém com uso de pontuação, como o fazia W. H. Auden, com um efeito semelhante à montagem cubista, Bonet recria um cenário de outra época, através da suposta obra lírica de um poeta tcheco fictício, que teria vivido entre 1907 e 1953, em um ambiente sombrio e sem liberdade de expressão sob o regime totalitário stalinista reinante na Europa Oriental de então, fazendo lembrar da temática dos poemas de Reiner Kunze.

## Obra
Além de ser autor de numerosos ensaios sobre arte e de 6 livros de bibliofilia, escreveu poesia, anotações e um dicionário de arte vanguardista. 

### Poesia
- La patria oscura - 1983
- Café des exilés - 1990
- Última Europa - 1990
- Praga. Doce poemas de Pavel Hrádok en versión de J.M.B. - 1994
- Postales - 2004
- Polonia-Noche - 2009

### Livro de notas
- La ronda de los días - 1990 (notas breves, tratadas por muitos observadores como poemas)[6]

### Teoria
- Diccionario de las Vanguardias en España (1907-1936) - 1995